# Il sogno di Damocle
Il sogno di Damocle è un romanzo di Fatos Kongoli del 2004, tradotto, oltre che in italiano, in francese (Le Rêve de Damoclès) e spagnolo (El sueño de Damocles).

## Trama
Un uomo rimasto vedovo si risposa con una donna molto più giovane di lui, Diz, che però scoprirà in seguito essere sterile. La coppia entra in crisi e l'uomo parte per un presunto viaggio di lavoro di due settimane, ma lei sa che in realtà le trascorrerà con l'amante, un'amica di lei per di più sposata.
In un momento di debolezza Diz tradisce il marito con il figlio di quest'ultimo, Ergys. Al ritorno del padre, il ragazzo capisce di non poter più vivere con loro, prende in affitto una stanza e trova un lavoro da cameriere in un bar. 
Lì conosce Linda che, rimasta incinta, decide di sposare e vanno a vivere insieme. 
Nel frattempo è il 1997 e scoppia la crisi delle finanziarie piramidali: una vicina di casa aveva investito tutti i risparmi del figlio emigrato in Grecia in una di queste e perde tutto. Il marito la manda fuori di casa tutti i giorni e nel condominio si mormora che la percuota quando la lascia tornare la sera. 
L'anziana decide di suicidarsi ed è Linda a scoprirne il corpo. Sviene ed ha un distacco della placenta; condotta in ospedale, non sopravvive poiché il medico non si trovava al pronto soccorso al suo arrivo e, pur affrontando gli spari per essere uscito in strada durante il coprifuoco, giunge troppo tardi.
Ergys non regge alla notizia, acquista una pistola al mercato degli zingari e si uccide nel loro letto, dopo aver lasciato scritto a macchina questo racconto al proprietario nell'armadio dell'appartamento.
Nonostante il lutto, il padre si risposa nuovamente, questa volta con l'amante, il cui marito era stato assassinato a colpi di arma da fuoco una notte.

## Edizioni italiane
- Fatos Kongoli, Il sogno di Damocle, Controluce, 2011. ISBN 978-88-6280-028-0